# Księga życia i śmierci
Księga życia i śmierci – romantyczny cykl poetycki autorstwa Ryszarda Berwińskiego, zebrany i wydany przez Marię Janion w 1953 (Państwowy Instytut Wydawniczy w Warszawie). Według Janion jest to największe, obok Don Juana Poznańskiego, osiągnięcie twórcze poety oraz jedno z najwybitniejszych osiągnięć polskiej poezji romantycznej.

## Charakterystyka
Dzieło stanowi stanowczą rozprawę poety, związanego ze środowiskiem Edwarda Dembowskiego, z obozem polskiej szlachetczyzny, czyli ludźmi szlacheckiego pochodzenia prezentującymi radykalne poglądy społeczne.
Tom otwiera wiersz Powitanie, który formułuje wezwanie do boju, określając lud mianem polskiego Dawida. Winien on wprawiać rękę za młodu, tak by w przyszłości zdeptać dumne czoło Goliata. Wiersz Pogrobowiec opisuje stan polskiego pokolenia popowstaniowego, czyli podrzutka dziejów, urodzonego w hańbie i wychowanego w poniewierce. Musi ono zanegować przeszłość oraz Boga i zbudować własny los: My dziś ostatni, a jutro my pierwsi. W utworze Mysia wieża poeta wprost stwierdza, że zbawienie Polski nie leży w spruchniałych murach królów, lecz w chacie Piasta, w lasach i niedostępnych górach. Wiersz Mogiła Kościuszki niesie wizję wielkiego potopu pochłaniającego szybko tych, którzy przed krótką dopiero godziną byli narodem, a tymczasem okazali się słabymi potomkami Kaina, mordując lud i zabierając mu wolność. Berwiński atakuje tu szlachtę i częściowo kler. Grób przeszłości (Kościuszki) postrzega jako postępowy wulkan i zaczyn przeobrażeń. Obraz rodzajowy Warszawa odnosi się do pobytu rosyjskiego cara w stolicy w 1835. Ukazuje zdeprawowanie polskiego społeczeństwa po upadku powstania listopadowego – odrzuciło ono patriotyzm i pije na balach ku czci cara, bawi się wznosząc toasty z Moskalem za ojczyzny zdrowie. Według poety Warszawa roi się od szpiegów, a polska szlachta nie jest zdolna do żadnych zdecydowanych ruchów, jedynie sieje hreczkę i krzyczy, że chce umrzeć wolna. Wiersz W Częstochowie stawia zarzut o ubezwłasnowolnienie umysłów i współpracę z wrogiem przy całkowitym milczeniu boskim. Opatrzony jest mottem z Hipokratesa: Czego lekarstwa nie uleczą, uleczy żelazo. Berwiński twierdzi, że gdyby otrzymał boską moc i władzę Kościoła, to nie nakazywałby modlitw, tylko rewolucję, a krzyż zamieniłby w miecz obosieczny. Kulminację poglądów Edwarda Dębowskiego i jego środowiska zawiera wiersz Marsz w przyszłość z przypisem krok podwójny. Juliusz Słowacki nazwał go genialnym utworem. Należy go rozumieć jako marsz z przyspieszonym krokiem, taniec rewolucyjny. Budził on obawy czytelników, gdyż nawoływał do odejścia od starego Boga i zawierał bluźnierczą modlitwę do obucha. To morze krwi mogło wyłącznie obmyć stare, wielowiekowe winy i stworzyć cezurę nowych czasów.